# Iota Cancri
Iota Cancri (48 Cancri) é uma estrela binária na direção da constelação de Cancer. Possui uma ascensão reta de 08h 46m 41.83s e uma declinação de +28° 45′ 36.0″. Sua magnitude aparente é igual a 4.03. Considerando sua distância de 298 anos-luz em relação à Terra, sua magnitude absoluta é igual a −0.77. Pertence à classe espectral G8Iab:.